# Башкувка
Башкувка (пол. Baszkówka) — село в Польщі, у гміні Пясечно Пясечинського повіту Мазовецького воєводства.
Населення — 393 особи (2011).
У 1975-1998 роках село належало до Варшавського воєводства.

## Демографія
Демографічна структура станом на 31 березня 2011 року:
|          | Загалом | Допрацездатний вік | Працездатний вік | Постпрацездатний вік |
| -------- | ------- | ------------------ | ---------------- | -------------------- |
| Чоловіки | 180     | 50                 | 119              | 11                   |
| Жінки    | 213     | 64                 | 120              | 29                   |
| Разом    | 393     | 114                | 239              | 40                   |